# Loretokapelle (Solothurn)

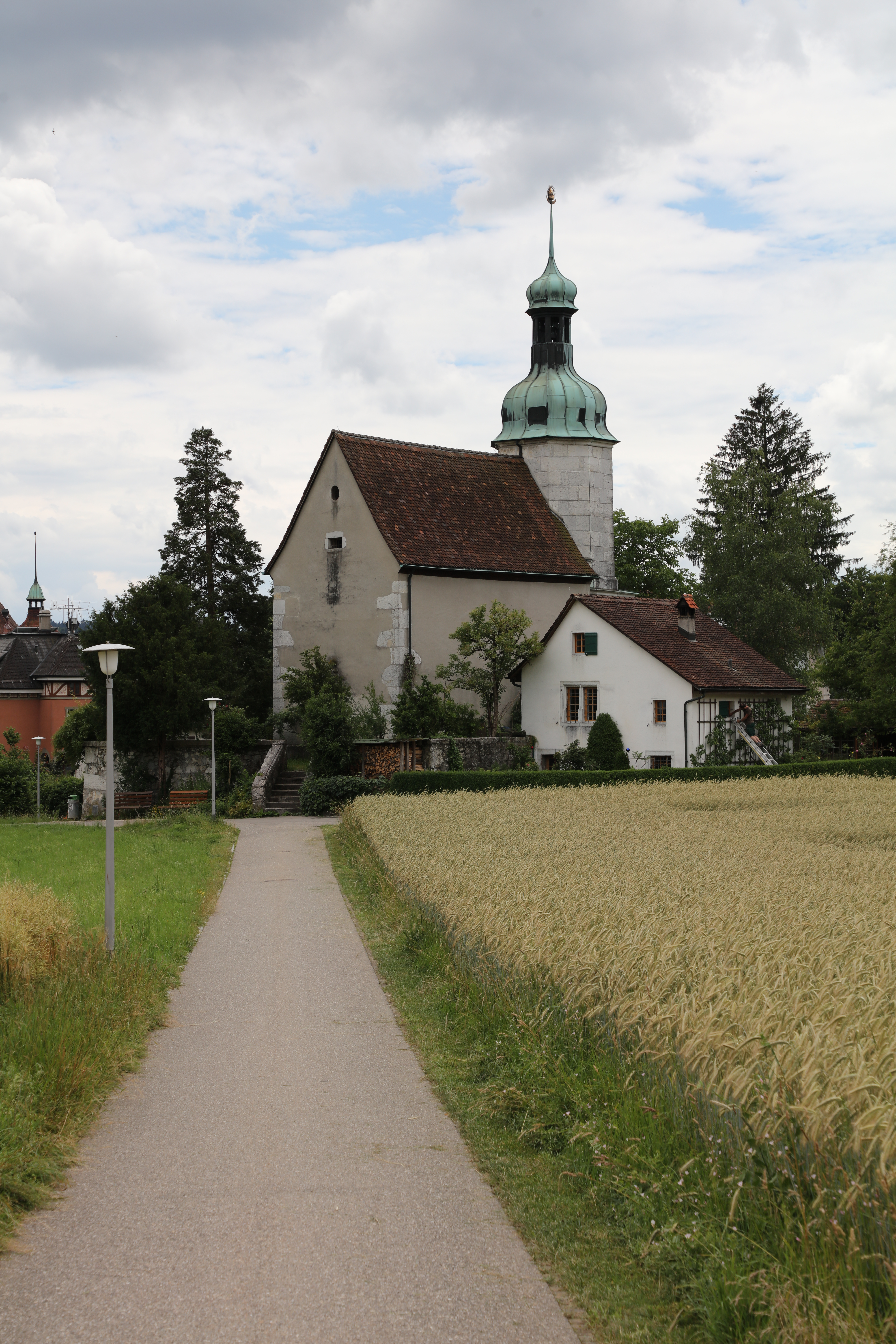
Die Loretokapelle

Die Loretokapelle in Solothurn ist eine architektonische Nachbildung der Basilika vom Heiligen Haus in Loreto. Der barocke Sakralbau wurde 1649 bis 1650 errichtet und steht nordwestlich des Stadtkerns.

## Geschichte
Schultheiss Johann Schwaller stiftete die Kapelle im Jahr 1649 und gab in seinem Stiftungsbrief an, Loreto in Italien besucht und Hilfe durch die Fürbitte der Loreto-Madonna erhalten zu haben. Historiker vermuten, er habe den Bau auf direkte Anregung durch den Kapuzinerpater Ludwig von Wyl errichten lassen. Einerseits habe er den seit 1588 in Solothurn ansässigen Kapuzinern nahegestanden, andererseits habe er seine politische Karriere durch die Stiftung befördern wollen. Zunächst war, wie aus dem Ratsmanual hervorgeht, geplant, die Kapelle im Inneren der Kapuzinerkirche oder der Marienwallfahrtskirche in Oberdorf zu errichten. Dann überliessen die Schwestern des Klosters Namen Jesu dem Stifter ein Baugrundstück auf einer Wiese nördlich des Kapuzinerklosters, die sie 1642 als Ackerfeld gekauft hatten. Am 15. Oktober 1649 bewilligte der apostolische Nuntius Francesco Boccapaduli den Bau. Den Grundstein legte zwei Tage später Stiftpropst Johannes Eichmüller. Ein Jahr später war das Gebäude vollendet. Im Oktober 1650 trafen mit einer Gnadenbildkopie der Loretomadonna sowie zwei Schüsseln und einer Platte (Symbole für das Kochgeschirr der Heiligen Familie) Devotionalien aus Loreto ein. 1651 übergab Johann Schwaller die Kapelle dem Kloster Namen Jesu, 1993 ging sie in den Besitz der Einwohnergemeinde Solothurn über.

## Bauweise
Die Loretokapelle besteht aus zwei aneinandergeschobenen Gebäudevolumen, dem Heiligen Haus im Osten sowie einer Turmkapelle im Westen. Wie bei der italienischen Loretokapelle ist der Rechteckraum der Kapelle durch eine wandhohe Holzschranke zweigeteilt. Vor der Schranke steht ein Holzaltar. Der kleinere Raum repräsentiert die Küche der Heiligen Familie mit dem sogenannten Heiligen Kamin. An der Westseite befindet sich eine quer-rechteckige Turmkapelle. Der hohe und schlanke Aussenbau zeigt schlicht verputzte, von Eckquadern gefasste Quader und liegt unter einem steilen Satteldach. Die Vorkapelle besitzt einen oktogonalen Turm mit Zwiebelhaube.

## Ausstattung

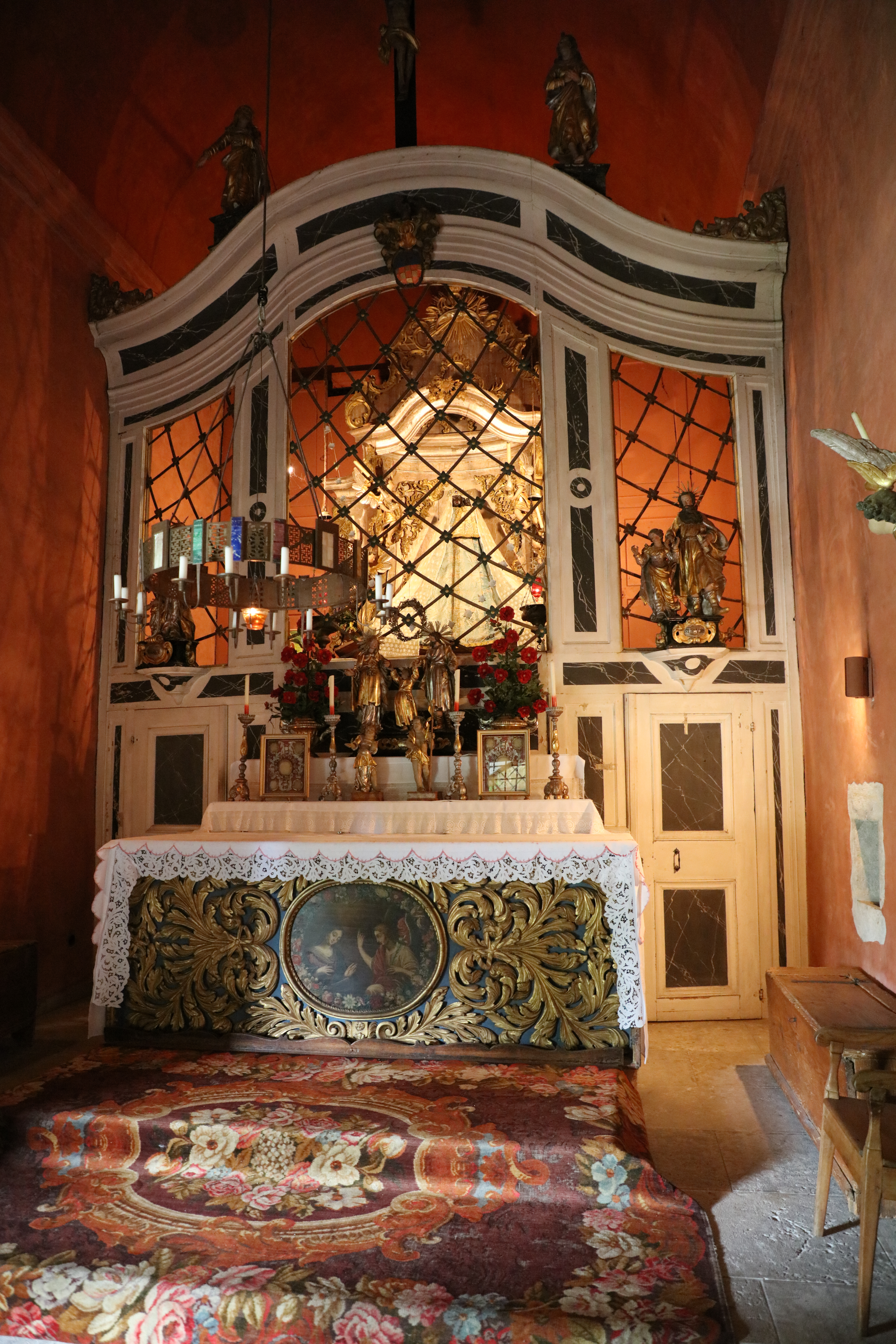
Altarraum

- Loretomadonna (Devotionalkopie der schwarzen Loretomadonna in Italien)
- Blockaltar
- Skulpturen der hl. Anna und des hl. Josef
- 19 Votivbilder und Danksagungstexte
- Verkündigungsaltar mit Engelsfenster
- Devotionalkopie der Loretomadonna

## Bedeutung
Die Solothurner Loretokapelle gehört zusammen mit den Kapellen in Freiburg im Üechtland (1647) und Hergiswald (1648) zu den ersten Loretokapellen-Kopien nördlich der Alpen.